# Ruy de Carvalho
Rui Alberto Rebelo Pires de Carvalho, mais conhecido por Ruy de Carvalho GCSE • GCIH • GCM • GCMA (Lisboa, 1 de março de 1927) é um ator português. Com uma vasta carreira em cinema, teatro e televisão, ganhou proeminência nas décadas de 1950 e 1960, tendo uma das maiores carreiras de que há registo.
É actualmente o mais velho actor em actividade em todo o mundo.

## Biografia
É filho de João Rebelo Pires de Carvalho.
Inicia-se no teatro, como amador, em 1942, no Grupo da Mocidade Portuguesa, com a peça O Jogo para o Natal de Cristo, com encenação de Ribeirinho. De 1945 a 1950, frequentou o Conservatório Nacional, cujo Curso de Teatro/Formação de Actores terminou em 1950, com 18 valores.
Teve dois irmãos atores, João de Almeida e Maria Cristina, falecida em 2003.
Estreia-se profissionalmente, em 1947, no Teatro Nacional (Companhia Rey Colaço/Robles Monteiro), na comédia Rapazes de Hoje, de Roger Ferdinand. Faz teatro radiofónico na RCP pela primeira vez com a peça A Menina da Fonte das Bicas, onde faz par romântico com Isabel Wolmar. Em 1950, fica conhecido pela sua interpretação de Eric Birling em Está lá Fora um Inspector, de J. B. Priestley (1951), estreado no Teatro Avenida. Nesse mesmo ano, ingressa no Teatro do Povo (mais tarde Teatro Nacional Popular), onde faz todas as temporadas de Verão, sob a direção de Ribeirinho, até 1958. Em 1954 participa na revista E o Fado Caiu no Samba no Teatro Monumental. Importante ator da sua geração, funda, em 1961, o Teatro Moderno de Lisboa, um grupo teatral progressista, que revela autores nunca representados em Portugal, à revelia da censura. Em 1963, vai para o Porto e assume a direção artística do Teatro Experimental do Porto (TEP), onde realiza a sua única experiência como encenador, em Terra Firme, de Miguel Torga.
Faz ainda parte de outras companhias, como a companhia de Laura Alves, a Companhia Rafael de Oliveira ou a companhia sediada no Teatro Maria Matos, com as quais efectua digressões ao Brasil e a África. Em 1977, está no relançamento do Teatro Nacional D. Maria II (TNDMII), a cuja companhia pertence até à sua extinção. Trabalha com Filipe La Féria em espetáculos como Passa Por Mim no Rossio (TNDMII, 1992), Maldita Cocaína (Teatro Politeama, 1994) ou A Casa do Lago, de Ernest Thompson (Teatro Politeama, 2002).
Interpreta outros autores como Molière, Tennessee Williams, George Bernard Shaw, Anton Tchekhov, D. Francisco Manuel de Melo, Eça de Queiroz, Luís de Sttau Monteiro, Luiz Francisco Rebello, entre outros. Cumprindo um velho sonho, protagoniza, em 1998, sob a direção de Richard Cottrell, o clássico Rei Lear, de William Shakespeare, integrado nas comemorações dos 150 anos do Teatro Nacional e dos 50 anos da sua carreira de ator.
Em Espanha, participou no concerto de encerramento da temporada do Teatro Monumental de Madrid, intitulado Orfeu, com textos de Fernando Pessoa e música especialmente concebida para si pelo compositor Pablo Rivière. A convite do encenador Simon Suarez, é protagonista da ópera Fígaro, de José Ramon Encinar, levada à cena no Teatro Lírico La Zarzuela.
A sua atividade estende-se igualmente à rádio e à televisão, tendo participado, nomeadamente na RTP, no Monólogo do Vaqueiro (1957), em séries e telenovelas.
No cinema, estreou-se em 1951, com Eram 200 Irmãos, de Armando Vieira Pinto, mas foi nos anos 1960 que o seu trabalho se tornou mais relevante nesse campo. Da sua filmografia, destacam-se Pássaros de Asas Cortadas, de Artur Ramos (1963), Domingo à Tarde, de António de Macedo (1965) que também o dirigiu em A Bicha de Sete Cabeças (1978), O Cerco, de António da Cunha Telles (1969), Cântico Final, de Manuel Guimarães (1974), O Processo do Rei, de João Mário Grilo (1990), entre outros. Com Manoel de Oliveira, deixou marca em Non ou a Vã Glória de Mandar (1990), A Caixa (1994) e O Quinto Império - Ontem Como Hoje (2004). Para além dos seus filmes como ator, tem emprestado a sua voz, diversas vezes, ao cinema. Participou também em numerosos teatros radiofónicos e trabalhos de dobragem de desenhos animados.
Foi Presidente do Conselho Nacional para a Política da Terceira Idade (CNAPTI) e mandatário da campanha de candidatura de Pedro Santana Lopes à Câmara Municipal de Lisboa e da campanha de candidatura de António Carmona Rodrigues à Câmara Municipal de Lisboa, em 2007.
Viúvo de Ruth de Carvalho (Funchal, 27 de dezembro de 1927 – Lisboa, 9 de setembro de 2007), de quem teve um filho e uma filha, Ana Paula Aragão Pires de Carvalho, casada segunda vez com Paulo de Mira Coelho, e três netos, um dos quais o actor Henrique de Carvalho (1 de fevereiro de 1991), e um filho, João de Carvalho, que também seguiu a carreira teatral. É bisavô, pois o neto, Diogo Carvalho, foi pai de uma menina em 26 de novembro de 2015.
Depois de oito décadas de carreira, em julho de 2024, com noventa e sete anos e quatro meses de idade, o ator tornou-se o mais velho do mundo em atividade profissional. 

### Prémios
Recebeu Prémios de Imprensa para o Teatro (1962, 1981, 1982, 1986); Prémios de Imprensa para o cinema (1965, 1966, 1971); Prémios da Crítica Especializada (1961, 1962, 1964, 1965, 1981); foi nomeado, em 1987, para o Prémio Garrett da Secretaria de Estado da Cultura; em 1998, é galardoado com o Globo de Ouro para a Personalidade do ano; foi galardoado com o Prémio Luís de Camões da Universidade Lusíada de Lisboa, o Prémio Byssainha da Fundação Byssaia Barreto; em 1999, é galardoado com o Globo de Ouro de Melhor Ator.

## Condecorações

### Ordens Honoríficas
- Comendador da Ordem do Infante D. Henrique (9 de junho de 1993)[8]
- Comendador da Ordem Militar de Sant'Iago da Espada (27 de fevereiro de 1998)[8]
- Grande-Oficial da Ordem Militar de Sant'Iago da Espada (26 de março de 2010)[8]
- Grã-Cruz da Ordem do Infante D. Henrique (30 de outubro de 2012)[8]
- Grã-Cruz da Ordem do Mérito (1 de março de 2017)[8]
- Grã-Cruz da Ordem Militar de Sant'Iago da Espada (1 de março de 2022)[8]

### Medalhas
- Medalha de Mérito Cultural (27 de março de 1990)[9]

## Prémios
- Medalha de Mérito Cultural (1990)
- Prémio Carreira (1998)
Personalidade do Ano em Teatro (1999)
Melhor Actor de Ficção e Comédia (Televisão) (2002)
- Prémio Sophia (2017)
- Prémio da Lusofonia - Prémio Carreira (2017)

## Televisão
| Ano         | Projeto                                     | Papel                                           | Notas                | Canal |
| ----------- | ------------------------------------------- | ----------------------------------------------- | -------------------- | ----- |
| 1957        | Monólogo do Vaqueiro                        | Vaqueiro                                        | Protagonista         | RTP1  |
| 1958        | O Tio Simplício                             | Luís de Melo                                    | Elenco Principal     | RTP1  |
| 1959        | A Única Esperança                           | Marinheiro                                      | Elenco Principal     | RTP1  |
| 1959        | O Grande Teatro do Mundo                    | Pobre                                           |                      | RTP1  |
| 1959        | O Tambor e o Guizo                          | Amadeu                                          | Protagonista         | RTP1  |
| 1961        | Chamada de Toda a Gente                     |                                                 |                      | RTP1  |
| 1961        | Casamento e Mortalha                        | D. Francisco                                    | Elenco Principal     | RTP1  |
| 1961        | Teia de Aranha                              |                                                 |                      | RTP1  |
| 1961        | D. Carlota de Vila Formosa                  |                                                 |                      | RTP1  |
| 1961        | A Noite de Todos                            |                                                 |                      | RTP1  |
| 1962        | Um Pinto na Selva                           |                                                 |                      | RTP1  |
| 1962        | Muro Alto                                   |                                                 |                      | RTP1  |
| 1962        | Retrato de Senhora                          | Hugo Mata                                       | Elenco Principal     | RTP1  |
| 1962        | Privilégio de Ser Mulher                    |                                                 |                      | RTP1  |
| 1962        | O Feitiço da Vovó                           |                                                 |                      | RTP1  |
| 1962        | Esperança                                   |                                                 |                      | RTP1  |
| 1962        | As Aventuras de Eva                         |                                                 | Pequena Participação | RTP1  |
| 1962        | A Dama das Camélias                         | Armando Duval                                   | Protagonista         | RTP1  |
| 1962        | Sinos de Natal                              |                                                 |                      | RTP1  |
| 1963        | Os Anjos Estão Connosco                     |                                                 |                      | RTP1  |
| 1963        | O Perdão                                    |                                                 |                      | RTP1  |
| 1963        | O Caso de Senhor Vestido de Violeta         |                                                 |                      | RTP1  |
| 1963        | Dois Galos no Capoeiro                      |                                                 |                      | RTP1  |
| 1963        | O Caso de Bougival                          | Gilberto                                        | Elenco Principal     | RTP1  |
| 1963        | Comédia das Verdades e das Mentiras         |                                                 |                      | RTP1  |
| 1963        | Lobo no Povoado                             |                                                 |                      | RTP1  |
| 1963        | Os Terríveis                                |                                                 |                      | RTP1  |
| 1963        | A Rapariga do Vestido Cor-de-Esperança      |                                                 |                      | RTP1  |
| 1963        | O Baile                                     | Pedro                                           |                      | RTP1  |
| 1963        | Noite de Reis                               | Sebastião                                       | Elenco Principal     | RTP1  |
| 1963        | O Rosário                                   |                                                 |                      | RTP1  |
| 1964        | Os Fidalgos da Casa Mourisca                | Morgado do Cruzeiro                             | Elenco Principal     | RTP1  |
| 1964        | A Grande Roda                               |                                                 |                      | RTP1  |
| 1964        | O Rapto                                     |                                                 |                      | RTP1  |
| 1964        | Uma Apóstata                                | Advogado                                        |                      | RTP1  |
| 1964        | Uma Rapariga Para Atravessar o Oceano       |                                                 |                      | RTP1  |
| 1964        | Caruncho                                    |                                                 |                      | RTP1  |
| 1965        | Relações Sociais                            |                                                 |                      | RTP1  |
| 1965        | A Estrada de Corceville                     |                                                 |                      | RTP1  |
| 1965        | Num Mundo Diferente                         |                                                 |                      | RTP1  |
| 1965        | Quem o Alheio Veste                         |                                                 |                      | RTP1  |
| 1965        | O Bosque                                    |                                                 |                      | RTP1  |
| 1965        | O Testamento Diabólico                      | Cara                                            |                      | RTP1  |
| 1965        | A Casa Vazia                                |                                                 |                      | RTP1  |
| 1965        | O Cavalo de Baloiço                         |                                                 |                      | RTP1  |
| 1965        | No Limiar da Descoberta                     |                                                 |                      | RTP1  |
| 1965        | Histórias Simples da Gente Cá do Meu Bairro | Manoel                                          | Elenco Principal     | RTP1  |
| 1965        | Histórias Simples da Gente Cá do Meu Bairro | António                                         | Elenco Principal     | RTP1  |
| 1965        | Não Acordem o Menino Jesus                  |                                                 |                      | RTP1  |
| 1966        | Casamento Por Anúncio                       |                                                 |                      | RTP1  |
| 1966        | Harpa de Ervas                              |                                                 |                      | RTP1  |
| 1966        | A Descida aos Infernos                      |                                                 |                      | RTP1  |
| 1966        | O Viajante Sem Bagagem                      |                                                 |                      | RTP1  |
| 1967        | Maria Duval                                 |                                                 |                      | RTP1  |
| 1967        | Não Se Ouvem Passos em Casa                 |                                                 |                      | RTP1  |
| 1967        | Redoma Humana                               |                                                 |                      | RTP1  |
| 1967        | Uma Ação em Tribunal                        |                                                 |                      | RTP1  |
| 1967        | Gente Nova                                  | Carlos                                          | Elenco Principal     | RTP1  |
| 1968        | Os Quintos D’El Rei                         |                                                 |                      | RTP1  |
| 1968        | Uma Nova Esperança                          |                                                 |                      | RTP1  |
| 1968        | Ifigénia                                    |                                                 |                      | RTP1  |
| 1968        | Melodias de Sempre                          |                                                 | Pequena Participação | RTP1  |
| 1968        | O Espelho Grande da Vida                    |                                                 |                      | RTP1  |
| 1968        | A Chave                                     |                                                 |                      | RTP1  |
| 1969        | Otelo                                       | Montano                                         |                      | RTP1  |
| 1969        | A Rainha do Ferro Velho                     |                                                 |                      | RTP1  |
| 1970        | Como Emílio Viu o Teatro                    |                                                 |                      | RTP1  |
| 1970        | A Visita                                    |                                                 |                      | RTP1  |
| 1970        | A Castro                                    | Rei                                             |                      | RTP1  |
| 1970        | Uma Lufada de Ar Puro                       |                                                 |                      | RTP1  |
| 1970        | Uma Visita                                  | Homem bebado                                    |                      | RTP1  |
| 1970        | Música No Andar de Cima                     |                                                 |                      | RTP1  |
| 1971        | Um Homem Sem Importância                    |                                                 |                      | RTP1  |
| 1972        | O Pensamento                                |                                                 |                      | RTP1  |
| 1972        | O Senhor Diretor Não É Feliz                |                                                 |                      | RTP1  |
| 1975        | Juan Palmieri                               |                                                 |                      | RTP1  |
| 1975        | Seara de Vento                              | António Palma                                   |                      | RTP1  |
| 1975        | Schweik na Segunda Guerra Mundial           | Bullinger                                       |                      | RTP1  |
| 1975        | Legenda do Cidadão Miguel Lino              |                                                 |                      | RTP1  |
| 1975        | Português, Escritor, 45 Anos de Idade       |                                                 |                      | RTP1  |
| 1975        | 24, 25, 26                                  |                                                 |                      | RTP1  |
| 1975        | Angústia Para o Jantar                      |                                                 |                      | RTP1  |
| 1976        | Alves e Companhia                           | Teles Medeiros                                  |                      | RTP1  |
| 1976        | O Candidato                                 |                                                 |                      | RTP1  |
| 1977        | Malhas Que o Império Tece                   |                                                 |                      | RTP1  |
| 1978        | O Encoberto                                 |                                                 |                      | RTP1  |
| 1978        | O Pato                                      |                                                 |                      | RTP1  |
| 1979        | Os Maias                                    | Marquês de Souselas                             |                      | RTP1  |
| 1980        | Retalhos da Vida de um Médico               | Adelino                                         | Pequena Participação | RTP1  |
| 1980 - 1981 | Eu Mostro Nico                              | Vários Papéis                                   | Pequena Participação | RTP1  |
| 1982        | Vila Faia                                   | Gonçalo Lorena Marques Vila                     | Elenco Principal     | RTP1  |
| 1982        | Gente Fina É Outra Coisa                    | Guilherme de Penha Leredo e Solomón Bem-Torrado | Elenco Principal     | RTP1  |
| 1988        | Os Homens da Segurança                      | Careca                                          | Elenco Principal     | RTP1  |
| 1988        | Duarte e Companhia                          |                                                 | Elenco Principal     | RTP1  |
| 1988        | A Tribo dos Penas Brancas                   | Edward                                          | Elenco Principal     | RTP1  |
| 1988        | Passerelle                                  | Dr. João Senna Rocha                            | Elenco Principal     | RTP1  |
| 1988        | Cacau da Ribeira                            |                                                 | Pequena Participação | RTP1  |
| 1983        | Origens                                     | Gaspar                                          | Elenco Principal     | RTP1  |
| 1990        | O Posto                                     | Pais da Cunha                                   | Elenco Principal     | RTP1  |
| 1992        | Passa por Mim no Rossio                     | Vários personagens                              | Elenco Principal     | RTP1  |
| 1994        | Maldita Cocaina                             | Médico                                          | Pequena Participação | RTP1  |
| 1994        | Clube Paraíso                               | Alfaiate                                        | Pequena Participação | RTP1  |
| 1996        | Natal                                       | Velhote                                         | Pequena Participação | RTP1  |
| 1997        | Polícias                                    | Joaquim                                         | Pequena Participação | RTP1  |
| 1998        | Diário de Maria                             | Alberto                                         | Pequena Participação | RTP1  |
| 1999        | Major Alvega                                | Avô                                             | Pequena Participação | RTP1  |
| 1999 - 2000 | Todo o Tempo do Mundo                       | Leonardo Serra                                  | Protagonista         | TVI   |
| 2000        | Crianças S.O.S                              | Dr. Paulo Guerreiro                             | Elenco Principal     | TVI   |
| 2001        | Olhos de Água                               | Joaquim Viriato                                 | Protagonista         | TVI   |
| 2001 - 2002 | Filha do Mar                                | Vasco, o "Profeta"                              | Elenco Principal     | TVI   |
| 2002        | Sonhos Traídos                              | José Teixeira Pinto (Sócrates)                  | Protagonista         | TVI   |
| 2003        | Saber Amar                                  | Jorge Macedo Vaz                                | Protagonista         | TVI   |
| 2003 - 2004 | O Teu Olhar                                 | Teófilo Garrido                                 | Elenco Principal     | TVI   |
| 2004 / 2019 | Inspector Max                               | Dr. João Ferreira                               | Elenco Principal     | TVI   |
| 2006 - 2007 | Tempo de Viver                              | Artur Mendes                                    | Elenco Principal     | TVI   |
| 2007 - 2008 | Deixa-me Amar                               | César Augusto                                   | Elenco Principal     | TVI   |
| 2008 - 2009 | Olhos nos Olhos                             | Dionísio                                        | Elenco Principal     | TVI   |
| 2008        | Equador                                     | Monsenhor José Atalaia                          | Elenco Principal     | TVI   |
| 2009 - 2010 | Sentimentos                                 | Carlos Dias                                     | Elenco Principal     | TVI   |
| 2010 - 2011 | Sedução                                     | Humberto Almeida                                | Elenco Principal     | TVI   |
| 2012        | O Marceneiro                                | Alfredo                                         | Protagonista         | TVI   |
| 2012 - 2013 | Louco Amor                                  | Óscar Ribeirinho                                | Elenco Principal     | TVI   |
| 2013 - 2014 | Destinos Cruzados                           | Inácio Candeias                                 | Elenco Principal     | TVI   |
| 2013 - 2016 | Bem-Vindos a Beirais                        | Viriato Montenegro                              | Elenco Principal     | RTP1  |
| 2016        | Massa Fresca                                | Luciano Castro                                  | Elenco Principal     | TVI   |
| 2017 - 2018 | O Sábio                                     | Jacinto Homem                                   | Elenco Principal     | RTP1  |
| 2019 - 2021 | Nazaré                                      | Floriano Marques                                | Elenco Principal     | SIC   |
| 2022        | Por Ti                                      | Hilário Domingues                               | Elenco Principal     | SIC   |

## Cinema
| Ano  | Trabalho                               | Personagem             | Realizador                           |
| ---- | -------------------------------------- | ---------------------- | ------------------------------------ |
| 1951 | Eram 200 Irmãos                        | António                | Armando Vieira Pinto                 |
| 1959 | A Luz Vem do Alto                      | Voz do Padre Manuel    | Henrique Campos                      |
| 1961 | Raça                                   | Doutor Bernardo        | Augusto Fraga                        |
| 1962 | O Elixir do Diabo                      |                        | Thor L. Brooks                       |
| 1963 | Pássaros de Asas Cortadas              | Francisco              | Artur Ramos                          |
| 1965 | Domingo à Tarde                        | Jorge                  | António de Macedo                    |
| 1969 | O Cerco                                |                        | António da Cunha Telles              |
| 1974 | Cântico Final                          | Mário Gonçalves        | Manuel Guimarães                     |
| 1978 | A Bicha de Sete Cabeças                |                        | António de Macedo                    |
| 1985 | Atlântida: Do Outro Lado do Espelho    | Guru                   | Daniel Del Negro                     |
| 1990 | O Processo do Rei                      | Doutor Martim dos Reis | João Mário Grilo                     |
| 1990 | Non, ou a Vã Glória de Mandar          |                        | Manoel de Oliveira                   |
| 1992 | O Dia do Desespero                     | Voz                    | Manoel de Oliveira                   |
| 1993 | Vale Abraão                            | Paulino Cardeano       | Manoel de Oliveira                   |
| 1994 | A Caixa                                | Taberneiro             | Manoel de Oliveira                   |
| 1996 | O Judeu                                | Padre Pantoja          | Jom Tob Azulay                       |
| 1997 | Inês de Portugal                       | Rei Afonso IV          | José Castro Oliveira                 |
| 2000 | Capitães de Abril                      | António de Spínola     | Maria de Medeiros                    |
| 2002 | A Selva                                | Comendador             | Leonel Vieira                        |
| 2004 | O Quinto Império                       | Conselheiro            | Manoel de Oliveira                   |
| 2005 | O Crime do Padre Amaro                 | Abade Costegaça        | Carlos Coelho da Silva               |
| 2007 | Corrupção                              | Juíz Presidente        | João Botelho                         |
| 2009 | Second Life                            | Guido                  | Miguel Gaudêncio e Alexandre Valente |
| 2011 | A Morte de Carlos Gardel               | Sr. Seixas             | Solveig Nordlund                     |
| 2016 | A Canção de Lisboa                     | Prof. Anatomia         | Pedro Varela                         |
| 2016 | Refrigerantes e Canções de Amor        | Anísio                 | Luís Galvão Teles                    |
| 2019 | Olga Drummond                          | Renato                 | Diogo Infante                        |
| 2022 | O Antiquário                           | Vicente                | Manuel Matos Barbosa                 |
| 2023 | O Misterioso Caso de Lázaro Lafourcade | Lázaro Lafourcade      | Tiago Durão                          |

## Teatro
- E o Fado Caiu no Samba (1954)
- A Ratoeira (1960)
- O Baile
- A Rainha do Ferro Velho
- O Aniversário da Tartaruga
- Uma Rosa ao Pequeno Almoço
- Passa Por Mim no Rossio (1991)
- Maldita Cocaína
- Rei Lear
- Frei Luís de Sousa
- A Casa do Lago
- As Árvores Morrem de Pé
- Os Irmãos Karamazov
- A Ratoeira
- Ruy - A História Devida